# Juan Cañete
Juan León Cañete (27 luglio 1929) è un ex calciatore paraguaiano, di ruolo attaccante.

## Carriera
Oltre che al Mondiale del 1950 rappresentò il Paraguay anche in Coppa America nel 1955, nel 1956 e nel 1959.